# سانت گریگوری
سانت گریگوری (به اسپانیایی: San Gregorio) یک منطقهٔ مسکونی در اسپانیا است که در ژیرونس واقع شده‌است. سانت گریگوری ۴۹٫۲ کیلومتر مربع مساحت دارد.